# CD19
CD19, del inglés (Cluster of differentiation 19),
es una proteína de superficie celular que se encuentra en los linfocitos B (un tipo de glóbulo blanco involucrado en la respuesta inmunitaria). Tiene un peso molecular de 95 kDa. Se expresa específicamente en células B. Es particularmente importante en la terapia CAR-T, donde los linfocitos T se modifican genéticamente para atacar células cancerosas que expresan CD19, entre ellas algunos tipos de leucemia y linfoma.

## Estructura
En la especie humana el CD19 está codificado por el gen CD19 de 7,41 kilobases situado en el brazo corto del cromosoma 16. Contiene 556 aminoácidos y al menos quince exones, cuatro que codifican el dominio extracelular y nueve que codifican los dominios citoplasmáticos.

## Función
Su función biológica en la célula es formar un complejo con las proteínas CD21 y CD81, actuando como correceptor de las células B. Su dominio citoplasmático se une a las tirosín quinasas citosólicas y la PI-3 kinasa.